# Collège des Jésuites d'Aix-en-Provence
Le collège des Jésuites ou collège Royal Bourbon, est un collège situé à Aix-en-Provence.

## Histoire
Dès 1558, les consuls d'Aix veulent moderniser l'enseignement par l'ouverture d'un collège, qui « seul manque à la ville pour être parfaite ».
La décision d'établir un collège à Aix est prise par les États de Provence en février 1583 qui accordent un crédit de 3 000 livres pour sa construction. Après cette décision, les consuls, les personnes de qualité et l'archevêque ont décidé de construire le collège au Jardin du Roi, hors la ville, sur un terrain appartenant à Jean de La Ceppède, président aux Comptes. Les consuls ont écrit dans le même temps au nom de la ville au révérend père général des jésuites Claudio Acquaviva pour qu'il accepte le collège. Celui-ci les remercia mais refusa, le 9 juin 1583. La maison et l'enclos adjacent du Jardin du Roi sont achetés par contrat du 15 juin 1583. Les consuls ont demandé à Henri de Valois, comte d'Angoulême, grand prieur de France, gouverneur de Provence, son accord pour commencer la construction de la bâtisse aux frais de la ville. Cet accord est donné le 22 juin. Le prix-fait du maçon d'Aix Honoré Orcel est accepté par les consuls le 1er février 1584. En 1593, les consuls ont écrit au général des jésuites Claudio Acquaviva qui a demandé au recteur du collège des jésuites d'Avignon, le R. P. Fabricio Pallavicino, de se rendre à Aix et de visiter le collège avec le pouvoir d'arrêter l'établissement d'un collège et de fournir cinq régents, la ville s'obligeant à donner annuellement 3 000 livres de rente. Le contrat est passé le 29 septembre 1593, jour de saint Michel archange. Le contrat précise que l'église et le collège porterait le nom de Saint Michel. L'acte d'habitation des jésuites à Aix est passé le 10 octobre 1593. Après l'attentat de Jean Châtel, ancien élève des jésuites, contre Henri IV, les jésuites sont interdits en France et ils ne sont rappelés qu'en 1605.
À la demande des consuls, Henri IV a créé une nouvelle université à Aix. Le collège de la ville est lié à la faculté des arts. Il autorise le collège de s'appeler Royal-Bourbon en octobre 1603
Entre 1604 et 1621, le collège a eu pour Régents séculiers, Cousson, Suisse, Jean Ansénius, Flamand et Jean-Baptiste Roseau. Henri IV autorise le collège de s'appeler Royal-Bourbon en octobre 1603.
Une congrégation de Jésuites a été fondée à Aix dans les années 1620. Le 6 février 1621, Louis XIII a donné des lettres patents  en forme d'édit ordonnant que les pères jésuites soient installés dans le Collège royal de Bourbon. Quand la direction du  collège est prise par les jésuites, la nouvelle faculté des arts a disparu. Le collège royal de Bourbon et la chapelle Saint-Louis sont donnés aux jésuites avec une rente annuelle de 3 000 livres. Vincent-Anne de Forbin-Maynier, baron d'Oppède, premier président du parlement d'Aix, remet au père Claude Suffren au nom de la Compagnie de Jésus la possession du collège et de la chapelle Saint-Louis. Les anciens régents sont remplacés par des jésuites.
Un premier projet d'église est dressé en 1624 mais n'a pu être construite faute de moyens. Ce n'est qu'en 1681 que le marché de construction est passé avec les frères Laurent et Jean Vallon, tailleurs de pierre, Claude Lieutaud, maçon, Jean et Antoine Reynaud, artisans gipiers. La chapelle Saint-Louis est détruite. On ignore l'auteur du plan. En 1686, l'église est construite jusqu'à la corniche de l'ordre. La suite de la construction est ensuite dépendante des fonds disponibles. La construction de la voûte dure de 1690 à 1698. L'église est bénite le 9 octobre 1698. La façade est restée inachevée. L'appareil de parement s'arrête au piédestal de second ordre non réalisé. Les chapiteaux du premier ordre ne sont qu'épannelés.
En 1658, Pierre Puget peint La Visitation et l'Annonciation pour décorer la chapelle.

## Protection
La chapelle du collège fait l'objet d'un classement au titre des monuments historiques depuis 1982 ; elle a fait l'objet d'une inscription au titre des monuments historiques en 1949 qui a été annulée.